# جودي الصغيرة والحذاء

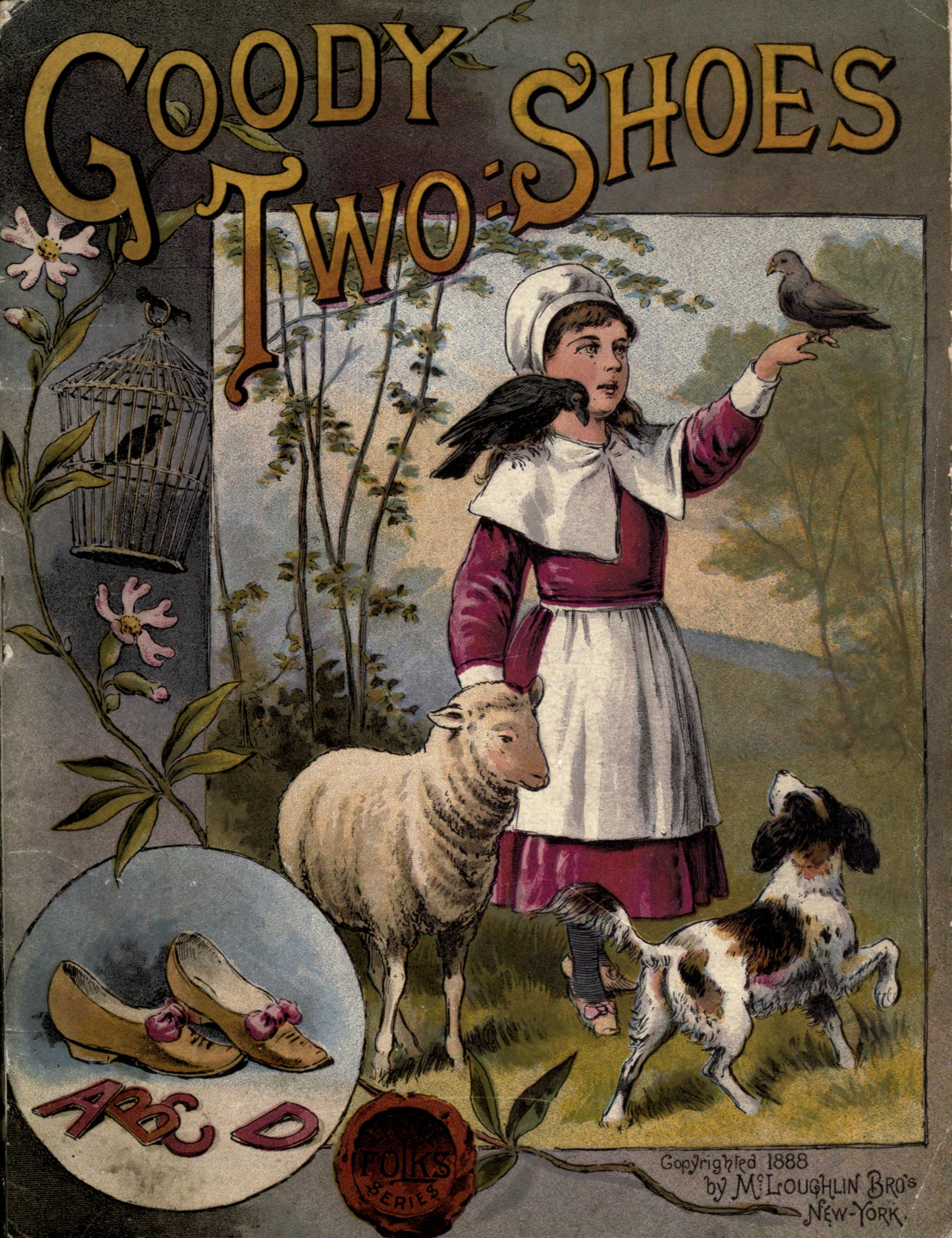
غلاف قصة جودي الصغيرة والحذاء

 جودي الصغيرة والحذاء قصة للأطفال، تم نشرها في لندن عام 1765 بواسطة جون نيوبري. تدور القصة حول فتاة يتيمة فقيرة لديها حذاء واحد فقط.  ثم يأتي رجل غني يعطيها زوج من الأحذية. ومنذ ذلك الوقت معروفة باسم جودي الصغيرة والحذاء. 